# Double down
Een double down is een element dat op veel boomstamattracties en sporadisch op een achtbaan voorkomt. Het is een afdaling die in tweeën is geknipt: in dit element gaat een achtbaantreintje over een heuvel, halverwege de weg naar beneden gaat het baanverloop weer horizontaal, om daarna weer direct naar beneden te gaan. Dit zorgt ervoor dat de bezoekers halverwege de afdaling airtime ervaren.
 De laatste afdaling van boomstamattractie Crazy River in Walibi Holland, met een horizontaal gedeelte in het midden van de dubbele afdaling.
Een voorbeeld van een double down op een achtbaan is de eerste afdaling van Grand National in Pleasure Beach Blackpool.